# Tuborgflasken

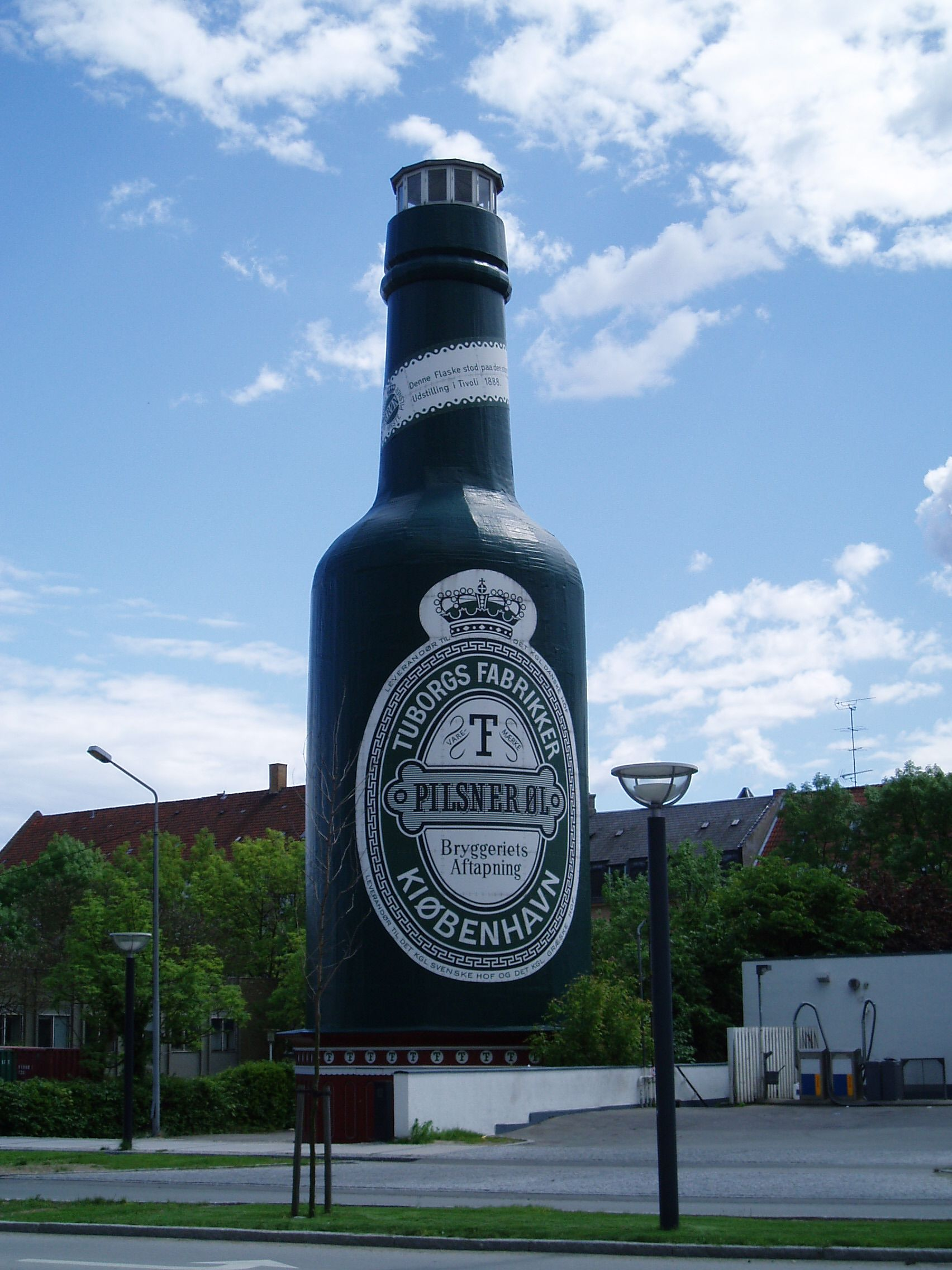
Tuborgflasken vid Strandvejen i Hellerup

Tuborgflasken är ett utsiktstorn från 1888 i Hellerup norr om Köpenhamn, nära Tuborg Havn. Tornet uppfördes ursprungligen i centrala Köpenhamn (på nuvarande Rådhuspladsen) i samband med en nordisk industri-, lantbruks- och konstutställning. Arkitekt var Viggo Klein. Efter utställningen flyttades tornet till Strandvejen i Hellerup, där det står fortfarande. I samband med dess 100-årsjubileum flyttades det dock tillfälligt till Rådhuspladsen 1988.
Tornet är utformat som en 26 meter hög ölflaska från Tuborg och hade ursprungligen en hiss − Danmarks första. Hissen har sedermera bytts ut mot en trappa, och den ursprungliga fasaden av kanvas har ersatts av glasfiber.
2003 var det tal om att ge tornet kulturskydd (bygningsfredning), men de arkitektoniska och kulturhistoriska värdena ansågs inte vara tillräckliga, bland annat eftersom det gjorts för många ändringar i förhållande till den ursprungliga flaskan.